# Patricia Irribarra
Patricia Griselda Irribarra Torres (n. Concepción; 14 de febrero de 1949), más conocida como Patricia Irribarra, es una actriz y directora chilena de teatro y televisión.  conocida por sus participaciones en producciones dramáticas y teatrales.
Egresada de la Escuela de Artes y Comunicaciones de la Pontificia Universidad Católica de Chile. Actualmente es Directora del área de Teatro Municipalidad de Maipú Departamento de Cultura.

## Filmografía

### Televisión
| Telenovelas         | Telenovelas                  | Telenovelas       | Telenovelas |
| Año                 | Telenovela                   | Rol               | Canal       |
| ------------------- | ---------------------------- | ----------------- | ----------- |
| 1985                | Matrimonio de papel          | Yolanda Salinas   | Canal 13    |
| 1986                | Ángel malo                   | Herminia Loyola   | Canal 13    |
| 1996                | Adrenalina                   | Elba Murillo      | Canal 13    |
| 1997                | Playa salvaje                | Gladys Céspedes   | Canal 13    |
| 1999                | Cerro Alegre                 | Rita Donoso       | Canal 13    |
| 2002                | Buen partido                 | Karina Chávez     | Canal 13    |
| 2003                | Machos                       | Hilda Ramírez     | Canal 13    |
| 2008                | Mala conducta                | Lourdes Venegas   | Chilevisión |
| 2009                | Los ángeles de Estela        | Wilma Saldías     | TVN         |
| Serie de televisión |                              |                   |             |
| Año                 | Serie                        | Rol               | Canal       |
| 1980                | Tres veces amor              | Celia             | TVN         |
| 1998                | Los Cárcamo                  | Señora Gladys     | Canal 13    |
| 2000-2001           | Jappening con Ja             | Varios personajes | Canal 13    |
| 2005                | El cuento del tío            | Sara              | TVN         |
| 2006                | Tiempo final: en tiempo real | Paola "Eva"       | TVN         |
| 2008                | Casado con hijos             | Josefa            | Mega        |
| 2008-2009           | Karkú                        | Miss Elena        | TVN         |

## Teatro
- Teatro en Chilevisión (2009)
- La negra Ester (2011)
- La pérgola de las flores (2012)
- Las Indomables (2012)
- Secretos de mujeres (2013)

## Cine
- Cesante (2003)

## Historial electoral

### Elecciones municipales de 2008
- Elecciones municipales de 2008, por el concejo municipal de Maipú[1]

(Se consideran sólo candidatos con más 1,7% de los votos)
| Candidato                   | Pacto                    | Partido | Votos  | %     | Resultado |
| --------------------------- | ------------------------ | ------- | ------ | ----- | --------- |
| Herman Silva Sanhueza       | Concertación Democrática | PDC     | 14.065 | 11,14 | Concejal  |
| Marcelo Torres Ferrari      | Alianza                  | RN      | 10.691 | 8,47  | Concejal  |
| Carlos Jara Garrido         | Concertación Progresista | PPD     | 6.442  | 5,10  | Concejal  |
| Antonio Neme Fajuri         | Alianza                  | UDI     | 6.047  | 4,79  | Concejal  |
| Carolina Lizama Villar      | Alianza                  | UDI     | 5.422  | 4,30  |           |
| Mauricio Ovalle Urrea       | Concertación Democrática | PDC     | 5.234  | 4,15  | Concejal  |
| Christian Vittori Muñoz     | Concertación Democrática | PDC     | 5.154  | 4,08  | Concejal  |
| Patricia Irribarra Torres   | Concertación Democrática | ILC     | 5.053  | 4,00  |           |
| Marcela Silva Nieto         | Concertación Democrática | PS      | 4.934  | 3,91  | Concejal  |
| Hernán Calderón Ruiz        | Concertación Democrática | PS      | 4.778  | 3,79  |           |
| Carlos Richter Borquez      | Alianza                  | RN      | 4.436  | 3,51  | Concejal  |
| Carol Bortnick De Mayo      | Concertación Progresista | ILF     | 4.334  | 3,43  | Concejal  |
| Jaime Faundez Arancibia     | Concertación Democrática | PDC     | 3.682  | 2,92  |           |
| Leonor Benavides Morgan     | Alianza                  | RN      | 2.924  | 2,32  |           |
| Gabriela Chávez Rodríguez   | Concertación Progresista | PPD     | 2.846  | 2,25  |           |
| Alejandro Sáez Vargas       | Alianza                  | RN      | 2.657  | 2,11  |           |
| Leonardo Parada Ferrada     | Alianza                  | UDI     | 2.494  | 1,98  |           |
| Cristian Rubio Haring       | Concertación Democrática | PS      | 2.260  | 1,79  |           |
| Nadia Ávalos Olmos          | Juntos Podemos Más       | PC      | 2.210  | 1,75  | Concejal  |
| José Salvador Ruiz Figueroa | Por un Chile Limpio      | PRI     | 2.150  | 1,70  |           |

### Elecciones municipales de 2012
- Elecciones municipales de 2012, por el concejo municipal de Maipú[2]

(Se consideran los candidatos con más del 2,5% de los votos)
| Candidato                   | Pacto                    | Partido | Votos  | %     | Resultado |
| --------------------------- | ------------------------ | ------- | ------ | ----- | --------- |
| Herman Silva Sanhueza       | Concertación Democrática | PDC     | 11.862 | 10,96 | Concejal  |
| Alejandro Almendares Müller | Coalición                | ILH     | 9.360  | 8,65  | Concejal  |
| Marcelo Torres Ferrari      | Coalición                | RN      | 7.228  | 6,68  | Concejal  |
| Carol Bortnick de Mayo      | Por un Chile Justo       | PPD     | 7.173  | 6,63  | Concejal  |
| Antonio Neme Fajuri         | Coalición                | UDI     | 5.683  | 5,25  | Concejal  |
| Carlos Jara Garrido         | Por un Chile Justo       | PPD     | 4.533  | 4,19  | Concejal  |
| Marcela Silva Nieto         | Concertación Democrática | PS      | 3.984  | 3,68  | Concejal  |
| Ariel Ramos Stocker         | Por un Chile Justo       | PC      | 3.716  | 3,43  | Concejal  |
| Abraham Donoso Morales      | Concertación Democrática | PDC     | 3.248  | 3,00  | Concejal  |
| Mauricio Ovalle Urea        | Concertación Democrática | PDC     | 3.211  | 2,98  | Concejal  |
| Carlos Richter Borquez      | Coalición                | RN      | 3.016  | 2,79  |           |
| Patricia Irribarra Torres   | Concertación Democrática | PDC     | 3.005  | 2,78  |           |
| Mauricio Llaitul Acum       | Por un Chile Justo       | ILE     | 2.785  | 2,57  |           |